# Carlephyton
Carlephyton — род многолетних клубневых травянистых растений семейства Ароидные (Araceae).

## Ботаническое описание
Клубневые травы с периодом покоя.
Клубень сжато-шаровидный.

### Листья
Листьев 1—2(3). Черешки с короткими влагалищами.
Листовая пластинка сердцевидная. Первичные боковые жилки перистые, сливаются в общую предкраевую жилку; 1—2 краевые жилки также имеются; вторичные и третичные жилки в основном параллельно-перистые; жилки более высокого порядка создают сетчатый узор.

### Соцветия и цветки
Соцветия в числе 1—2(3) в каждом симпоидальном ветвлении, появляются раньше листьев. Цветоножка короче черешков.
Покрывало несжатое, верхняя половина опадающая, нижняя часть неопадающяя, полностью раскрытая в период цветения, впоследствии закрывающаяся, внутри от кремового до блекло-пурпурового.
Початок репродуктивный до самой вершины; женская зона располагается снизу, сросшаяся с покрывалом, смежная с мужской зоной или с несколькими двуполыми цветками между ними, иногда основания часть початка составлена почти полностью из двуполых цветков.
Цветки в основном однополые, без околоцветника. Мужской цветок состоит из 1—6 сросшихся тычинок; синандрий немного угловатый, на вершине усечённый; общий связник широкий; теки краевые в боковой проекции и повёрнутые вниз, вскрывающиеся поэтому разрезом снизу или тычинки не полностью сросшиеся; верхняя часть нитей более-менее свободная и утолщённая; теки вскрывающиеся верхушечным разрезом, иногда отдалённым от верхушки. Пыльца сферическая или полусферическая, среднего размера (34 мкм); экзина шиповатая. Женский цветок: гинецей окружённый синандродиями, наподобие чашечки; завязь одногнёздная; семяпочка одна, ортотропная; фуникул короткий; плацента базальная; столбик короткий; рыльце от дискообразного до полусферического. Двуполые цветки: гинецей окружённый синандриями, с одной завязью и четырьмя теками; завязь, как у женского цветка.

### Плоды
Плоды — ягоды, от эллипсоидных до веретеновидных, оранжево-красные.
Семена эллипсоидные; теста тонкая, гладкая; зародыш эллипсоидный; плюмула боковая; эндосперм отсутствует.

## Распространение
Эндемик Северного Мадагаскара.
Растения растут во тропических влажных лесах, на известняках или базальтах; геофиты.

## Классификация

### Виды
В роду три вида:
- Carlephyton diegoense Bogner
- Carlephyton glaucophyllum Bogner
- Carlephyton madagascariense Jum. typus